# كريس اندروز
كريس اندروز (بالإنجليزية: Chris Andrews)‏ هو سياسي أيرلندي، ولد في 25 مايو عام 1964. حزبياً، نشط في شين فين وفيانا فايل. في الانتخابات العمومية الأيرلندية 2007 ‏، انتخب نائب دييل عن دائرة جنوب شرق دبلن ‏ وقد انضم خلال فترته النيابية ‏ (14 يونيو عام 2007 – 1 فبراير عام 2011)  للكتلة البرلمانية فيانا فايل.